# Compagna di viaggio
Compagna di viaggio (Traveling Companion) is een Italiaanse dramafilm en roadmovie uit 1996.

## Verhaal
De twintigjarige Cora leeft in haar eentje in Rome zonder vast adres. Af en toe heeft ze een baantje en om de haverklap wisselt ze van vriendje. Op een dag vraagt de vrouw voor wie Cora de hond uitlaat of zij haar oude vader (Piccoli) in de gaten wil houden. De man wordt steeds vergeetachtiger en vindt na ´t wandelen de weg naar huis niet meer terug. Cora accepteert het baantje en volgt hem als hij de trein neemt. Het is het begin van een grote mentale reis door Italië.

## Rolverdeling
| Acteur              | Personage                      |
| ------------------- | ------------------------------ |
| Asia Argento        | Cora                           |
| Christele Procopio  | Cora als kind                  |
| Michel Piccoli      | Cosimo Giusti                  |
| Silvia Cohen        | Ada                            |
| Lino Capolicchio    | Pepe                           |
| Max Malatesta       | Giulio                         |
| Sebastiano Colla    | Fabio                          |
| Germano Di Mattia   | Raul                           |
| Silvana Gasparini   | Daria (meisje keramiekfabriek) |
| Katarzyna Waszynska | Slavisch meisje                |